# 太平北極殿
太平北極殿，是臺灣臺中市太平區東汴里長龍路三段的一座寺廟，主祀玄天上帝，創建於1990年。

## 歷史
1988年，由祖廟台南下營北極殿玄天上帝廟分靈成立。1999年，遷移至草嶺山，地址為臺中市太平區東汴里長龍路三段23巷11號。2014年成立「財團法人道教北極真武基金會」，2015年舉行太平北極殿興建動土大典。

## 奉祀神祇
- 北極玄天二上帝、北極玄天大上帝、北極玄天三上帝、北極玄天四上帝、北極玄天五上帝、紅孩兒，南海觀世音菩薩。
- 軒轅黃帝、玄玄上天（天父）、南斗星君、斗姆元君、北斗星君、齊天大聖、天上聖母、孚佑帝君、瑤池金母、地母至尊、福德正神、濟公活佛、關聖帝君、蛇將軍、龜將軍、趙元帥、康元帥、太子元帥、天官武財神、五路文財神、虎將軍、龍龜財神

## 廟會活動
- 五天大法會（農曆三月初三至初五日）
- 中元大普渡（農曆七月十七日）
- 補天庫地庫（農曆十月另訂乙日）

## 外部連結
- 太平北極殿官網（页面存档备份，存于）